# Thlaspi trinervium
Thlaspi trinervium là một loài thực vật có hoa trong họ Cải. Loài này được (DC.) Mozaff. miêu tả khoa học đầu tiên năm 1996.